# José Molinuevo
José Luis Molinuevo Martín est un footballeur et entraîneur espagnol né le 22 janvier 1917 à Deusto (Espagne) et mort le 24 décembre 2002 à Gijón (Espagne). Gardien de but réfugié en France à la suite de la guerre civile espagnole, il remporte la Coupe de France en 1945 avec le RC Paris. Il retourne dans son club d'origine, l'Athletic Bilbao, en 1947. Il effectue une carrière d'entraîneur à partir de 1950.

## Carrière de joueur
- Athletic Bilbao
- USA Perpignan
- ÉF Montpellier-Languedoc
- 1944-1947 : RC Paris
- 1947-1950 : Athletic Bilbao

## Palmarès
- Vainqueur de la Coupe de France 1945 avec le RC Paris